# Blaga Aleksova
Blaga Aleksova (n. 24 ianuarie 1922, Tetovo, Macedonia de Nord – d. 12 iulie 2007, Skopje, Macedonia de Nord) a fost o arheologă macedoneană.

## Biografie
Aleksova a absolvit liceul și a studiat la Departamentul de Istorie a Artei a Universității Sfinții Chiril și Metodiu din Skopie. A obținut doctoratul în arheologie medievală în 1958 de la Universitatea din Lublin. În anii 1948–1950 a lucrat în calitate de curator la Muzeul Orașului Skopje, iar apoi, timp de 15 ani, a condus Departamentul de Arheologie Medievală la Muzeul de Arheologie. În perioada 1962–1975 a fost directorul acestui muzeu. În 1971 și 1983 a fost bursieră la Dumbarton Oaks. Între anii 1975–1983 a lucrat la Institutul de Istorie a Artei ca profesor de arheologie creștină medievală și timpurie. În anul 1983 s-a retras din activitate. Începând cu 1997 a fost membră a Academiei Macedonene de Științe și Arte.
În perioada 1952–1956 a efectuat cercetări în zona Demir Kapija, unde a descoperit ruinele unei bazilici creștine timpurii recunoscute ca monument al istoriei macedonene. În 2011, a fost luată decizia de a o reconstrui. Ca parte a proiectelor de cercetare iugoslav-americane, Aleksova a efectuat cercetări în Bargali și Stobi. În timpul lucrărilor desfășurate în anii 1966–1971, în Bargala au fost descoperite o bazilică, un rezervor urban și un complex rezidențial. În 1975, a efectuat lucrări arheologice la situl arheologic Kale, la gura râurilor Złetowska și Bregałnica, lângă orașul Krupiszte. Pe baza cercetărilor, Aleksova susține că frații Chiril și Metodiu au creat aici alfabetul glagolitic, deși nu toți oamenii de știință sunt de acord cu această teorie. În 1981, ea a efectuat cercetări în Stobi în domeniul cercetărilor arheologice de dinainte de război, unde a descoperit bazilica, care s-a dovedit a fi cea mai veche biserică creștină din Macedonia.